# Seznam hrvaških pianistov
Seznam hrvaških pianistov.

## A
- Berislav Arlavi
- Emin Armano

## B
- Ivo Brangjolica

## D
- Vlasta Debelić (r. Lorković)
- Matija Dedić (1973-2025)
- Danijel Detoni
- Dubravko Detoni
- Fred Došek

## E
- Zlata Eterović

## F
- Marijan Feller
- Martina Filjak (1978)

## G
- Bogdan Gagić
- Pavica Gvozdić

## H
- Oton Hauska (Otto Hauška)
- Robert Herzl (1913-41)

## I
- Ivica Ivančić

## K
- Dragutin (Karl) Kaiser
- Davor Kajfeš
- Ivo (Ivica) Körbler
- Milivoj Körbler?
- Ksenija Kos
- Vladimir Krpan
- Božidar Kunc

## L
- Ivana Lang
- Dejan Lazić
- Matea Leko
- Melita Lorković

## M
- Ivo Maček
- Matej Meštrović
- Sretna Meštrović
- Vladimir Mlinarić
- Maksim Mrvica
- Jurica Murai
- Branka Musulin

## O
- Krešimir (Krešo) Oblak

## P
- Ivo Pogorelić
- Lovro Pogorelić

## S
- Svetislav Stančić

## Š
- Ladislav Šaban
- Stjepan Šulek

## T
- Dubravka Tomšič Srebotnjak